# La casa del naranjo
La casa del naranjo es una serie de televisión de suspenso dramático mexicana producida por Rafael Gutiérrez para TV Azteca, la cual se estrenó por Azteca 7 el 17 de agosto de 1998 y finalizó el 3 de noviembre del mismo año. Es una adaptación de la serie colombiana Los cuervos, de Julio Jiménez.
Esta protagonizada por Saby Kamalich, Martha Verduzco y Regina Orozco, junto con un reparto coral. Lastimosamente, la serie no tuvo el éxito de la versión original y tuvo que ser retirada del aire con 24 episodios. 

## Sinopsis
La historia se desarrolla en la misteriosa "Casa del Naranjo", la mansión propiedad de las hermanas Olmedo. Cada una de ellas posee un carácter y una personalidad diferente, y a la vez enigmática: Sara, es muy ambiciosa; Narcisa, haciendo honor a su nombre, es extremadamante narcisista, y Dolores, quien es viuda y fanática religiosa. La Casa del Naranjo funciona como un asilo, que a primera vista no tiene nada de particular, pero la gente desconoce que esta mansión, siendo la única fuente de ingresos para las Olmedo, encierra graves secretos y sucesos extraños que ocurren allí, y las dueñas de la mansión lo ocultan muy bien, ayudadas por Fernando Cadena, el esposo de Sara, quien se encargará de que la situación así continúe, pues de saberse la verdad, correría el riesgo de que se desprestigie su figura, y con ello su ambiciosa aspiración para ocupar un importante cargo político.
Pero las circunstancias cambiarán radicalmente cuando Fausto y Alicia, los sobrinos de las Olmedo, decidan ir a vivirse con sus tías a esta enigmática "Casa del Naranjo".

## Elenco
- Saby Kamalich - Sara Olmedo de Cadena
- Marta Verduzco - Dolores Olmedo
- Regina Orozco - Narcisa Olmedo
- Rodolfo de Anda - Lic. Fernando Cadena
- Plutarco Haza - Fausto Olmedo
- Cecilia Suárez - Alicia Olmedo
- Mónica Dionne - Ornela Cadena
- Sergio Klainer - Ignacio
- José Alonso - Luis
- Gabriel Porras - Damián
- Carmen Delgado - Fidela
- José Carlos Rodríguez - Padre Tomás
- Víctor Hugo Martín - Sergio Cadena
- Raúl Arrieta - Willy
- Carmina Martínez - Edith
- Gina Moret - Mimí
- Mauricio Davinson
- María Luisa Banquells - Francisca
- Griselda Contreras - Reina
- Carmen Durand - María Clara
- Federico Esnal - Carlos Ramos
- Benito Ruiz - Pedro Villarreal
- Manolo Mancera - Pablo Villarreal
- Isaías Mino - Comandante
- Miguel Ángel Negrete - Ministerio Público
- Fernanda Reto - Patricia
- Carmen Vera - Blasina de Galán
- Guillermo Von Son - Silvio